# Giro di Romagna 1952
Il Giro di Romagna 1952, ventottesima edizione della corsa, si svolse il 7 settembre 1952 su un percorso di 245 km. La vittoria fu appannaggio dell'italiano Luciano Maggini, che completò il percorso in 6h56'35", precedendo i connazionali Tranquillo Scudellaro e Giuseppe Minardi.

## Ordine d'arrivo (Top 10)
| Pos. | Corridore             | Squadra    | Tempo    |
| ---- | --------------------- | ---------- | -------- |
| 1    | Luciano Maggini       | Atala      | 6h56'35" |
| 2    | Tranquillo Scudellaro | Legnano    | s.t.     |
| 3    | Giuseppe Minardi      | Legnano    | s.t.     |
| 4    | Danilo Barozzi        | Atala      | s.t.     |
| 5    | Ersilio Dordoni       | Arbos      | s.t.     |
| 6    | Silvio Pedroni        | Tigra      | s.t.     |
| 7    | Giacomo Zampieri      | Bottecchia | s.t.     |
| 8    | Luciano Pezzi         | Atala      | s.t.     |
| 9    | Dante Rivola          | Guerra     | a 1'40"  |
| 10   | Bortolo Bof           | Fiorelli   | s.t.     |